# Bayerischer Militärbevollmächtigter
Als Militärbevollmächtigte Bayerns wurden im 19. Jahrhundert sowie bis zum Ende der Monarchie 1919 die Militärattachés genannt. So wurde Bayern in der Militärkommission der Deutschen Bundesversammlung, die z. B. für die Bundesfestungen zuständig war, durch einen Militärbevollmächtigten vertreten. Die Militärbevollmächtigten waren dem Kriegsministerium in München unterstellt.

## Geschichte
Der Bayerische Militärbevollmächtigte in Berlin war von 1867 bis 1919 eine Dienststelle der Bayerischen Armee bei der Preußischen Armee. Vorher befand sich der Militärbevollmächtigte bei der Militärkommission der deutschen Bundesversammlung in Frankfurt am Main.
Er vertrat selbständig die Interessen seiner Armee, ohne der bayerischen Gesandtschaft in Berlin angegliedert oder unterstellt gewesen zu sein. Die Dienststelle wurde eingerichtet, nachdem Bayern und Preußen im Jahre 1867 ein Schutz- und Trutzbündnis geschlossen hatten, wodurch sich die Notwendigkeit laufender Koordination ergab.
Während des Ersten Weltkriegs befand sich der Militärbevollmächtigte im Großen Hauptquartier. Major Franz Sperr war von 1916 bis 1919 mit der Wahrnehmung der Geschäfte in Berlin beauftragt.

## Militärbevollmächtigter
| Dienstgrad                                         | Name                               | Datum                             |
| -------------------------------------------------- | ---------------------------------- | --------------------------------- |
| Generalmajor                                       | Nikolaus von Maillot de la Treille | 1819–1822                         |
| Generalmajor                                       | August von Thurn und Taxis         | 1827–1829                         |
| Oberst/Generalmajor                                | Eduard von Völderndorff            | 1829–1847                         |
| Oberstleutnant                                     | Joseph von Xylander                | 1848–1850                         |
| Oberstleutnant                                     | Karl von Liel                      | 1850–1851                         |
| Generalmajor                                       | Joseph von Xylander                | 1851–1854                         |
| Oberst/Generalmajor                                | Karl von Liel                      | 1854–1863                         |
| Oberst                                             | Philipp Lessel                     | 1863–1868                         |
| Major                                              | Carl von Freyberg-Eisenberg        | 1869                              |
| Oberst/Generalmajor                                | Theodor Fries                      | 1871–1878                         |
| Oberst                                             | Robert von Xylander                | 1878–1884                         |
| Oberst                                             | Emil von Xylander                  | 1884–1890                         |
| Oberst                                             | Hermann von Haag                   | 1890–1895                         |
| Oberst/Generalmajor/Generalleutnant                | Theophil von Reichlin-Meldegg      | 1895–1901                         |
| Generalmajor/Generalleutnant                       | Karl von Endres                    | 1901–1905                         |
| Oberstleutnant/Oberst/Generalmajor/Generalleutnant | Ludwig von Gebsattel               | 1905–1911                         |
| Oberst/Generalmajor                                | Karl von Wenninger                 | 1911–1914                         |
| Generalleutnant                                    | Philipp von Hellingrath            | 1914                              |
| Generalmajor                                       | Karl von Nagel zu Aichberg         | 1915–1916                         |
| Generalleutnant/General der Infanterie             | Karl von Köppel                    | 1916 (in Vertretung)              |
| Generalleutnant                                    | Bernhard von Hartz                 | 1917–1918                         |
| Generalmajor                                       | Paul von Köberle                   | 1918                              |
| Generalmajor                                       | Hermann Mertz von Quirnheim        | 23. Januar bis 30. September 1919 |